# Nokia 7310 Supernova
Nokia 7310 Supernova — имиджевая модель от компании Nokia, вышедшая в 2008 году.

## Характеристики
- Стандарты: GSM/EDGE 850/900/1800/1900
- Экран: QVGA 320×240 пикселей, диагональ 2", 16 млн цветов
- Беспроводные интерфейсы: Bluetooth ver. 2.0 c поддержкой A2DP и AVRCP
- Проводное подключение: microUSB ver. 2.0
- Разъем для наушников 2.5 мм
- Фото/видеокамера с разрешением 2 Мп, цифровой зум 4×, запись видео QCIF 15 кадр/c
- Мультимедиа: FM-радио, MP3-плеер
- Память: 32 Мбайт распределённой памяти, поддержка карт памяти microSD (до 4 ГБ)
- Операционная система: Series 40 5th Edition
- Слоты расширения: microSD
- Батарея: съёмный литий-ионный аккумулятор BL-4CT Емкость 860 мАч
- Время работы при разговоре: 4 ч
- Время автономной работы: 300 ч.

## Описание
- 7310 поставляется с панелями Xpress-On, декорированными элементами в расцветке steel blue (стальной синий), а также дополнительными передней и задней панелями в оттенках wasabi green (зелёный) и candy pink (розовый). Остальные пять вариантов расцветок передних и задних панелей — mushroom silver (серебряный), plum jam (сливовый), electric blue (тёмно-синий), yellow mellow (жёлтый) и espresso brown (тёмно-коричневый) — поставлялись для отдельных рынков[1].
- 2-дюймовый (31×41 мм) TFT-дисплей Nokia 7310 Supernova способен отображать до 16 миллионов цветов.
- Дисплей имеет зеркальную поверхность, которая, при выключенной подсветке, похожа на сплошное зеркало. Зеркальная поверхность экрана не меркнет при попадании солнца, и картинка всегда остается яркой, насыщенной, с естественной цветопередачей.
- Nokia 7310 Supernova оснащён 2-мегапиксельной камерой с CMOS-матрицей, имеющей четырёхкратный зум. С её помощью можно не только делать снимки, но и записывать видео в формате 3GP.
- К Nokia 7310 Supernova можно подключить дополнительный кабель TV-out, с помощью которого можно на телеэкране просматривать фотографии и видеоролики с телефона.
- Мобильный телефон Nokia 7310 Supernova сделан на базе операционной системы Series 40 5th Edition.
- В базовой комплектации в телефоне уже загружена часть программ для работы в сети Интернет. В их числе браузер Opera Mini.
- Nokia 7310 Supernova снабжён USB-портом, Bluetooth версии 2.0 с EDR.
- Пользователям Nokia 7310 Supernova доступен объём памяти порядка 31 МБ. Однако телефон обладает слотом для карт памяти microSD до 4 ГБ.
- В режиме Push-to-Talk телефон можно использовать в качестве рации, что позволяет вести разговор с целой группой абонентов.
- Nokia 7310 Supernova по своей цене сопоставим с бюджетными моделями, доступными всем категориям населения.

## Критика
В обзорах критике подвергается способ крепления задней панели, медлительность камеры при съёмке, нечёткие снимки при отсутствии должного света и способ расположения кнопок, который не позволяет писать сообщения вслепую.